# Национален отбор по футбол на Северна Корея
Националният отбор по футбол на Северна Корея е официален футболен отбор, контролиран от Футболната асоциация на Корейската Народнодемократична република. Домакинският им стадион е Рунгнадо в Пхенян. Звездният миг на отбора е дебютът на Световното първенство в Англия през 1966. Тогава севернокорейските футболисти побеждават с 1:0 Италия на осминафинал. На четвъртфиналите повеждат над Португалия с 3:0, но с четири гола на Еузебио и краен резултат 3:5 за Португалия участието им приключва.
Тимът е съставен от корейци. Някои от тях са родени в Япония, и играят в чужди отбори (предимно японски, руски и южнокорейски).

## Световни първенства
- 1930 – 1938 – Не участва (все още японска провинция)
- 1950 – 1962 – Не участва
- 1966 – Четвъртфинали
- 1970 – Изваден по време на квалификациите
- 1974 – Не се класира
- 1978 – Изваден по време на квалификациите
- 1982 – 1994 – Не се класира
- 1998 – Не участва
- 2002 – Не участва
- 2006 – Не се класира
- 2010 – Групова фаза

## Купа на Азия
- 1956 – 1972 – Не участва
- 1976 – Оттегля се
- 1980 – Четвърто място
- 1984 – Не участва
- 1988 – Не се класира
- 1992 – Първи кръг
- 1996 – Не участва
- 2000 – Не се класира
- 2004 – Не се класира
- 2007 – Не участва

## Последни мачове
- КДНР 4 – 1 Монголия (Улан Батор, 21 октомври 2007) (за световно първенство 2010)
- Монголия 1 – 5 КНДР (Пхенян, 28 октомври 2007 (за световно първенство 2010)
- Оман 2 – 2 КНДР (Сингапур, 28 юни 2007) /приятелски/
- Обединени Арабски Емирства 1 – 0 КНДР (Сингапур, 1 юли 2007) /приятелски/
- КНДР 1 – 1 Саудитска Арабия (Сингапур, 4 юли 2007) /приятелски/

## Екипировка
- Адмирал (–1993)
- Фила (1998–2002)
- Лото (2002–2003)
- Адидас (2003–2005)
- Умбро (2005–2006)
- Хуммел (2006–2008)
- ЕРКЕ (2008–2010)
- Легеа (2010–2014)
- Чоесу (2014–)

## Играчи
Вратари
- Сен Цол Сим
- Тон Сон Рю
- Мьон Гил Ким
- Мьон Док Ри

Защитници
- Сок Цол Чан
- Мьон Сам Ри
- Йон Чун Ким
- Хьок Цол Со
- Йон Цол Пак
- Цол Хьок Ан
- Сон Цол Нам
- Кан Цон Ри
- Цол Хо Ким
- Мьон Цол Хван
- Цол Чин Пак
- Чен Юк Ца
- Кьон Цан Пек

Полузащитници

Нападатели

## България – Северна Корея
| Дата             | Място | Събитие    | Отбор    | Резултат | Отбор         | ФИФА |
| ---------------- | ----- | ---------- | -------- | -------- | ------------- | ---- |
| 25 май 1974 г.   | София | Приятелски | България | 6:1      | Северна Корея | ДА   |
| 05 май 1976 г.   | София | Приятелски | България | 3:0      | Северна Корея | ДА   |
| 30 април 1986 г. | София | Приятелски | България | 3:0      | Северна Корея | ДА   |